# Bansko brdo
Bansko brdo  je izdužena uzvisina u istočnoj Hrvatskoj ili točnije u sjeveroistočnom području Baranje na Baranjskoj lesnoj zaravni, njezin najviši vrh Kamenjak,je  244 m /na karti br. 31/ odn. 245 m /u tekstu, str. 260)Veliki atlas Hrvatske. 
Pruža se u pravcu sjeveroistok-jugozapad između Belog Manastira i Batine (dužine oko 21 km, širine 3 km). Padine su prema jugoistoku blage, a znatno strmije prema Karašici, na sjeverozapadu. Po tektonskoj strukturi Bansko brdo je asimetričan horst. Na debelim naslagama lesa intenzivno je razvijeno poljodjelstvo i vinogradarstvo.
Bansko brdo naziva se još i Banska kosa, Banska planina (Bösendorfer), Banovo brdo, Baranjska planina (najčešće samo Planina), Belomanastirska greda, Branjinska brda (Mihaldžić), Monoštorska greda (Bösendorfer), Zlatno brdo (latinski: Mons aureus; mađarski: Báni-hegység, Vörösmarti-hegység). "Vrhovi ovih pitomih planina jesu: kod Belog Manastira: Krvašnina 187 m., kod Popovca i Branjine: Gradac 243 m. visine, u Podolju: Lisac 230 m., kod Zmajevca Trojnaš 205 m" (S. Mihaldžić: "Baranja").
Najviši dio Banske kose iznad Popovca naziva se i Banovo brdo. Na njemu se nalazi televizijski odašiljač s pomoćnim objektom koji su vlasništvo Odašiljači i veze d.o.o. (OiV) i villa koja je u vlasništvu Belje d.o.o (dio Agrokor grupacije), do njega vodi asfaltni put iz Kneževih Vinograda preko Kamenca. Radiotelevizijski odašiljač je izgrađen 1966. god. i visok je 202 metara. U nekim izvorima (Bösendorfer, 243 m) najviši vrh Banskog brda naziva se i Banski stol
Nazivi Banska kosa, Banska planina, Banski stol, Bansko brdo i Banovo brdo nastali su od starog naziva Ban za Popovac, Branjinska brda od naziva sela Branjine, a Belomanastirska greda i Monoštorska greda od sadašnjeg (Beli Manastir) i nekadašnjeg (Monoštor) naziva najvećeg baranjskog mjesta. 